# Fabio Ferri
Fabio Ferri (* 13. August 1970 in Bari) ist ein italienischer Schauspieler.
Fabio Ferri studierte Schauspiel unter anderem bei Mario Colucci. Seit 1993 spielt er Theater, zum Beispiel 2006 in William Shakespeares Romeo und Julia. Neben seiner Theaterarbeit war Ferri auch in verschiedenen Kino- und TV-Produktionen zu sehen. 2007 erhielt er die Rolle des Oberinspektors Giandomenico Morini in der Neuauflage von Kommissar Rex. 2010 verließ er die Serie zusammen mit Kaspar Capparoni und Pilar Abella.

## Fernsehproduktionen
- 1998: Barbara
- 1999: onmai è Fatta
- 2000: Tobia al Caffè
- 2000: Le Sciamane
- 2000: Zora la Vampira
- 2001: un Delitto Impossible
- 2002: El Alemein
- 2002: Ultimo Stadio
- 2003: Genti di Roma
- 2003: Mummie
- 2006: Ma’l Amore ... si!
- 2007: Non Prendere Impegni Stasera
- 2007–2009 Kommissar Rex (30 Episoden)
- 2015: Rocco tiene tu nombre
- 2019: Non ci resta che il crimine